# Leonhard Seppala
Leonhard Seppala est un musher norvégo-américain né le 14 septembre 1877 à Skibotn et mort le 28 janvier 1967 à Seattle.
Il joue un rôle essentiel dans la course au sérum de 1925 avec ses chiens dont Togo. Il est également à l'origine de l'introduction du Husky de Sibérie en Alaska.
Il participe aux Jeux olympiques d'hiver de 1932.
En 2019, le film Togo parait et raconte son histoire.